# Чобану (село)
Чобану (рум. Ciobanu) — село у повіті Констанца в Румунії. Адміністративний центр комуни Чобану.
Село розташоване на відстані 152 км на схід від Бухареста, 79 км на північний захід від Констанци, 78 км на південь від Галаца.

## Населення
За даними перепису населення 2002 року у селі проживали 3153 особи, усі — румуни. Усі жителі села рідною мовою назвали румунську.